# František Pecivál
František Pecivál (* 29. prosince 1954, Pardubice) je bývalý český hokejový útočník.

## Hokejová kariéra
V československé lize hrál za TJ Gottwaldov a Teslu Pardubice. Odehrál 7 ligových sezón, nastoupil ve 263 ligových utkáních, dal 55 gólů a měl 44 asistencí. V nižších soutěžích hrál i za TJ DS Olomouc a TJ Baník Karviná.

## Klubové statistiky
| 1977/1978 | Tesla Pardubice  | 1. liga | 41 | 9  | 5  | 14 | 12 |
| 1978/1979 | TJ Gottwaldov    | 1. liga | 41 | 8  | 8  | 13 | -  |
| 1979/1980 | TJ Gottwaldov    | 2. liga | -  | 19 | -  | -  | -  |
| 1980/1981 | TJ Gottwaldov    | 1. liga | 44 | 10 | 16 | 26 | 12 |
| 1981/1982 | TJ Gottwaldov    | 1. liga | 38 | 7  | 4  | 11 | -  |
| 1982/1983 | TJ Gottwaldov    | 1. liga | 39 | 14 | 11 | 25 | 32 |
| 1983/1984 | TJ Gottwaldov    | 1. liga | 27 | 4  | 1  | 5  | 22 |
| 1983/1984 | TJ DS Olomouc    | 2. liga | -  | 2  | -  | -  | -  |
| 1984/1985 | TJ Gottwaldov    | 1. liga | 33 | 3  | 2  | 5  | 12 |
| 1985/1986 | TJ Baník Karviná | 2. liga | -  | 10 | -  | -  | -  |